# Arrhenocnemis sinuatipennis
Arrhenocnemis sinuatipennis är en trollsländeart som beskrevs av Maurits Anne Lieftinck 1933. Arrhenocnemis sinuatipennis ingår i släktet Arrhenocnemis och familjen Megapodagrionidae. Inga underarter finns listade i Catalogue of Life.